# برينكتاون (ميزوري)
برينكتاون (بالإنجليزية: Brinktown)‏ هي إحدى المجتمعات الفردية (غير مصنفة) في ولاية ميزوري في الولايات المتحدة الأمريكية.